# Pług

Pług: 1 – słupica, 4 – krój nożowy, 5 – dłuto, 6 – lemiesz, 7 – odkładnica

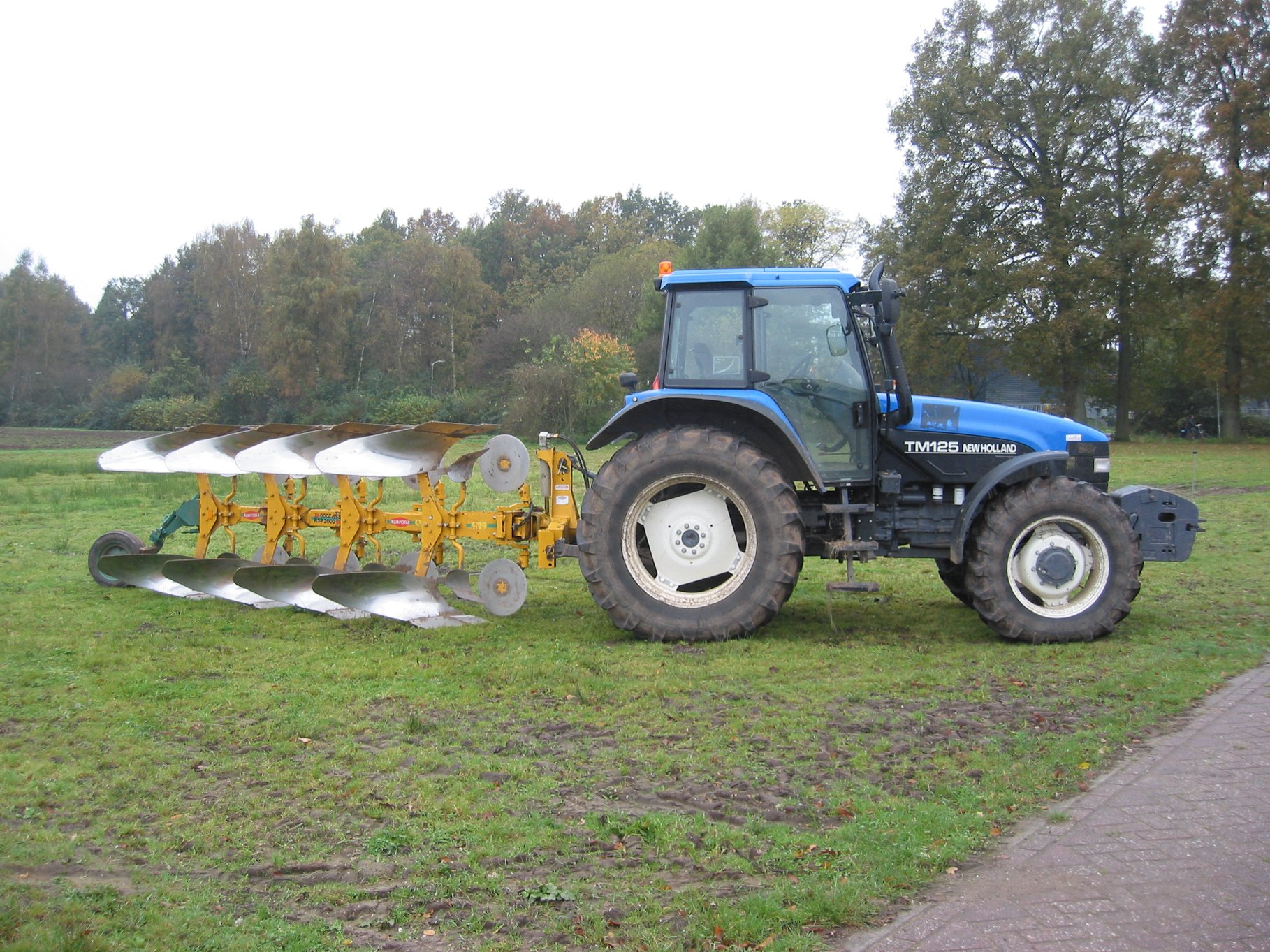
Pług obracalny czteroskibowy

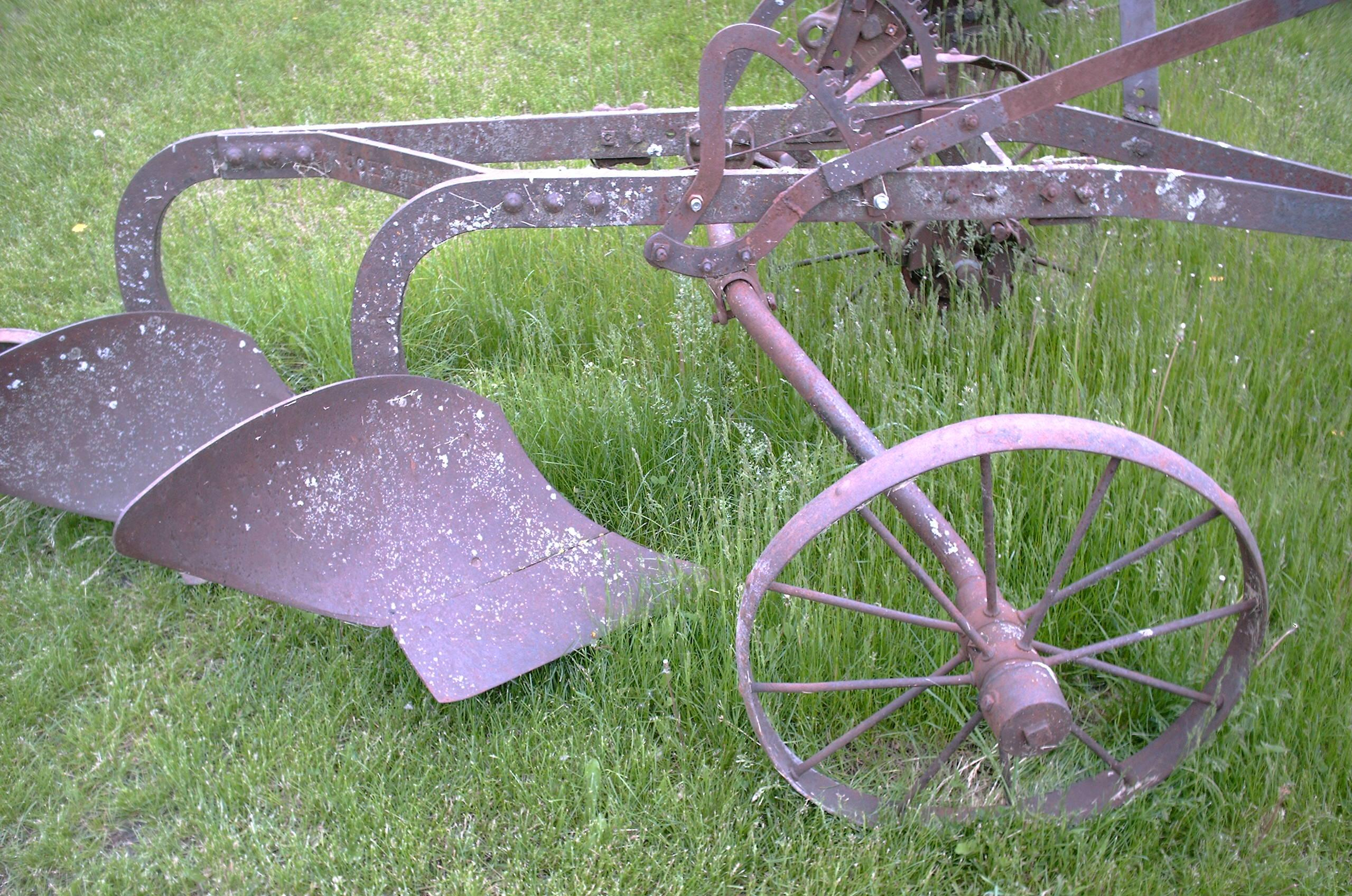
Konny, koleśny pług dwuskibowy

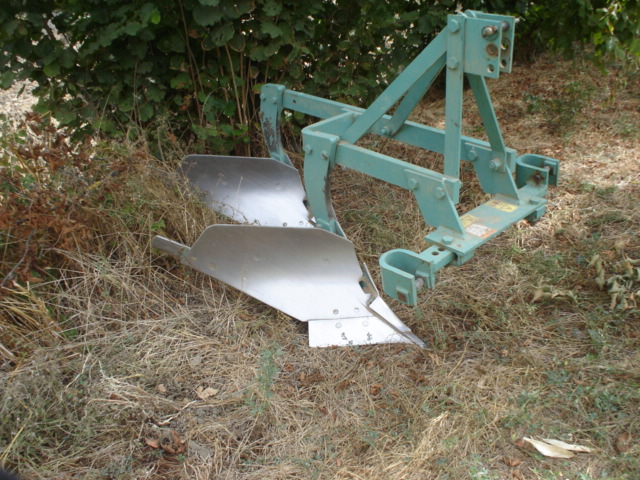
Pług dwuskibowy, zawieszany na TUZie ciągnika

Pług – narzędzie uprawowe do wykonywania orki.
Najstarszy rysunek pługa (sprzed 5500 lat) znaleziono w starożytnym mieście Ur (obecnie Irak).
Pług składa się z jednego lub kilku korpusów płużnych. Każdy korpus płużny posiada lemiesz, który odcina pas roli (skibę) od calizny, odkładnicę odwracającą i wrzucającą odciętą skibę w bruzdę wykonaną przez poprzedni korpus płużny.
W zależności od przeznaczenia głębokość orki może wahać się od około 5 cm (podorywka) do około 30 cm (orka przedzimowa). Zależnie od rodzaju orki wyróżnia się pługi podorywkowe i do orki głębokiej.
Pierwsze stosowane pługi jednoskibowe były ciągnięte przez zwierzęta pociągowe – woły lub konie. Pług taki mógł być z przodu prowadzony na dwukołowym wózku zwanym koleśnicą lub z nią zintegrowany pług koleśny. Pług pozbawiony koleśnicy nazywano bezkoleśnym. Pługi wieloskibowe konne były zawsze zintegrowane z koleśnicami.
Pług może być uważany za rozwinięcie radła i sochy.

## Podział pługów rolniczych

### Ze względu na element roboczy korpusu
- lemieszowe – elementami czynnymi są lemiesz i odkładnica tworzące jednolitą powierzchnię roboczą, typ pługa wykorzystywany najczęściej[1]
- talerzowe – elementami czynnymi są talerze, będące wycinkiem kuli, wykorzystywane rzadziej, np. na glebach poprzerastanych systemami korzeniowymi krzewów, które są łatwiej przecinane przez talerze[1]

### Ze względu na sposób wykonywania orki
- zagonowe – pługi odwracające skiby tylko w jednym kierunku. Przejazd w przeciwną stronę, musi odbywać się z przeciwnej strony fragmentu pola (zagonu), główną ich wadą jest niemożność wykonania orki jednostronnej, przez co szczególnie na szerokim polu zostaje duża liczba bruzd i grzbietów (składów), utrudniających dalsze prace oraz sprzyjające erozji na stoku, ich zaletą jest lekkość konstrukcji. Praca zagonowa wprowadza też stratę czasu na jazdę bez orania na uwrociach. Wadą jest też niemożliwość pracy na zboczach gdzie wymagane jest odkładanie w górę.

- bezzagonowe – pługi posiadające możliwość pracy w obu kierunkach z jednej strony pola, eliminując bruzdy i grzbiety oraz jałowe przejazdy na uwrociach:
  - obracalne – wadą ich jest duża masa spowodowana podwojoną liczbą korpusów jednak podobnie jak pługi zagonowe bardzo dobrze przykrywają resztki pożniwne,
  - wahadłowe – posiadają podobnie jak pługi zagonowe stosunkowo lekką konstrukcję, ich wadą jest gorsze przykrywanie resztek pożniwnych spowodowane odmienną konstrukcją korpusu, nierównomierne odkładanie na glebach zwięzłych, większe zapotrzebowanie na moc.

### Ze względu na sposób agregatowania z ciągnikiem
- zawieszane – łączone z ciągnikiem za pomocą trójpunktowego układu zawieszenia (TUZa), który służy także do podnoszenia i opuszczania pługa. Podczas transportu są całkowicie zawieszona na ciągniku, podczas pracy mogą być podpierane dodatkowym kołem, zwanym kopiującym, ustalającym głębokość orki. Tego typu konstrukcje charakteryzują się dużą zwartością i lekkością, stosowane do pługów małych i średnich (ze względu na ograniczenia udźwigu TUZa) mające zwykle 2-5 korpusów płużnych (pługi do orki głębokiej) lub 5-7 korpusów (pługi podorywkowe), są to najczęściej stosowane konstrukcje.

- półzawieszane – łączone z ciągnikiem przez cięgła TUZa, przez co mogą być unoszone z przodu, a dodatkowo podpierane w tylnej części kołami zarówno podczas transportu, jak i orki. Łączą w sobie zalety narzędzi przyczepianych (umożliwiają stosowanie dużej liczby korpusów) i zalety narzędzi zawieszanych.

- przyczepiane – w całości podpierane przez własne koła. Konstrukcje stosowane w dużych pługach, mające nawet do kilkunastu korpusów płużnych, agregatowane z ciągnikami dużej mocy, przystosowane do orki „on land”, czyli do orki, w której ciągnik jedzie obok bruzdy po caliźnie.

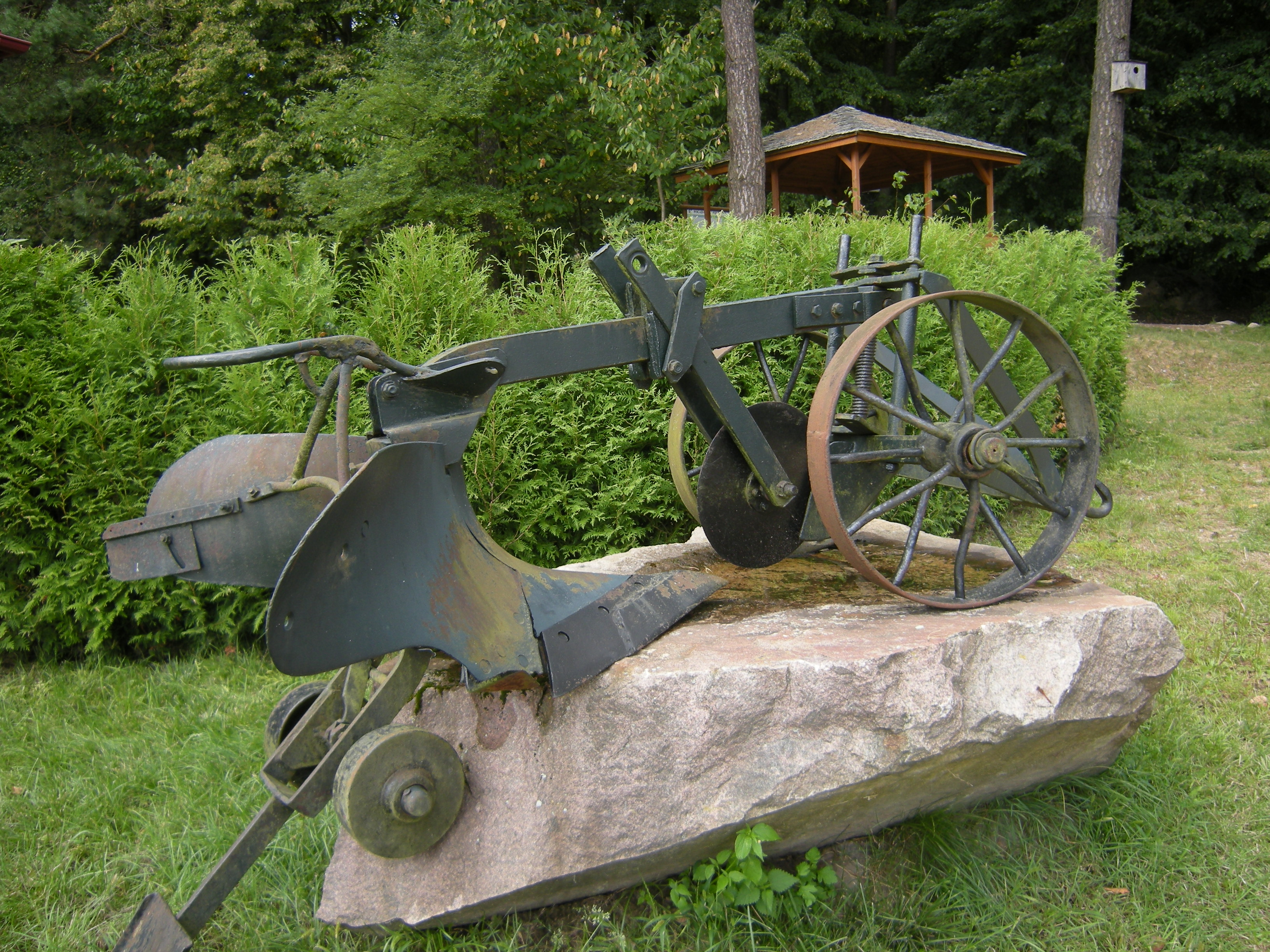
Pług leśny wystawiony w silvarium w Poczopku.

## Rodzaje pługów

### Szczególne rodzaje pługów rolniczych
- Pług bezkoleśny – prosty pług o małej wydajności. Korpus płużny łączy się z wygiętą grządzielą zakończonym regulatorem głębokości orki i szerokości skiby. Zmianę głębokości i szerokości skiby uzyskuje się przez zmianę położenia haka pociągowego. Do utrzymania równowagi pługa służą czepigi, za które oracz trzyma pług.
- Pług brabancki – pług obracalny składający się z dwóch oddzielnych korpusów ustawionych do siebie pod kątem 90° lub 180°.
- Pług koleśny – składa się z pługa właściwego i koleśnicy. Koniec prostego grządziela opiera się w nim na poprzeczce pionowego kabłąka koleśnicy. Żądaną głębokość orki ustawia się przez zmianę wysokości poprzeczki[2].
- Pług leśny – pług dwuodkładnicowy przystosowany do pracy na zrębach nie karczowanych, glebach porośniętych korzeniami i zadarnionych
- Pług talerzowy – pług, który zamiast korpusów ma talerze.
- Pług łąkowy – pług przystosowany do orki łąk, podcięta skiba jest odwracana darnią w dół. Lemiesz i odkładnica są wydłużone.
- Pług podorywkowy – pług wieloskibowy o małych korpusach przystosowanych do płytkiej orki (ok. 10 cm).
- Pług ramowy – pług konny lub ciągnikowy, jedno- lub wieloskibowy, w którym korpusy są mocowane do ramy. Był kolejnym rozwinięciem konstrukcji, po pługu z koleśnicą i częściowo zintegrowanym z koleśnicą. Niemal wszystkie współczesne pługi są pługami ramowymi.

### Inne pługi
- Pług kablowy – urządzenie służące do układania kabli polowych. W czasie ruchu lemiesz rozcina ziemię tworząc w niej wąski rowek, na dnie którego układa się rozwijany z bębna kabel.
- Pług kreci – urządzenie służące do wykonywania w glebie na pewnej głębokości kanałów, czyli drenów krecich. Składa się ze stalowego walca (przyczepionego do słupicy rozcinającej glebę), o średnicy 50–80 mm, zakończonego z przodu stożkiem. Walec (kret) rozsuwa glebę i pozostawia w niej kanały będące namiastką drenażu.
- Pług melioracyjny – maszyna do odspajania i rozpychania gruntu w sposób ciągły według określonego profilu. Służy do wykonywania rowów otwartych lub ciągów drenarskich (zwykłych lub krecich).
- Pług (od)śnieżny – konstrukcja wzorowana na pługu zaczepiana do pojazdu służąca do usuwania śniegu.
- Pług okopowy – pług przystosowany do kopania transzei i rowów łączących, o głębokości do ok. 1 m. Są ciągnięte przez ciągniki gąsienicowe lub czołgi.
- Pług zrzutowy – urządzenie na przenośniku taśmowym w postaci ukośnej płyty stalowej umieszczonej przy taśmie przenośnika, powodującej zrzucanie przesuwającego się nosiwa.

## W heraldyce
Element pługa w heraldyce:

Herb Ustronia
Herb Lubszy
Herb Gozdowa
Herb Płużnicy
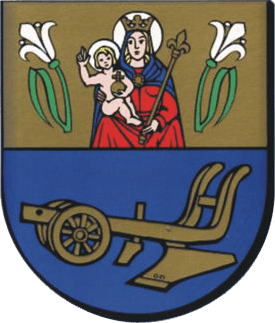
Herb Wąsewa
Herb gminy Popielów
Herb powiatu łobeskiego